# Radom (Polen)
Radom is een stad in het Poolse woiwodschap Mazovië, gelegen in de powiat Radomski. De oppervlakte bedraagt 111,80 km², het inwonertal 215.653 (2016). Radom ligt zo'n 100 kilometer ten zuiden van de Poolse hoofdstad Warschau. De stad telt momenteel 7 hogescholen. De stad is een belangrijk verkeerspunt op de routes tussen Warschau en Krakau alsook tussen Lublin en Łódź.
De Poolse luchtmacht heeft in de buurt van Radom een basis. In 2014 opende de luchthaven van Radom. Tweejaarlijks vindt in de stad de populairste airshow van Polen plaats, de Radom Airshow.
De bekendste voetbalploeg van Radom is Radomiak Radom.

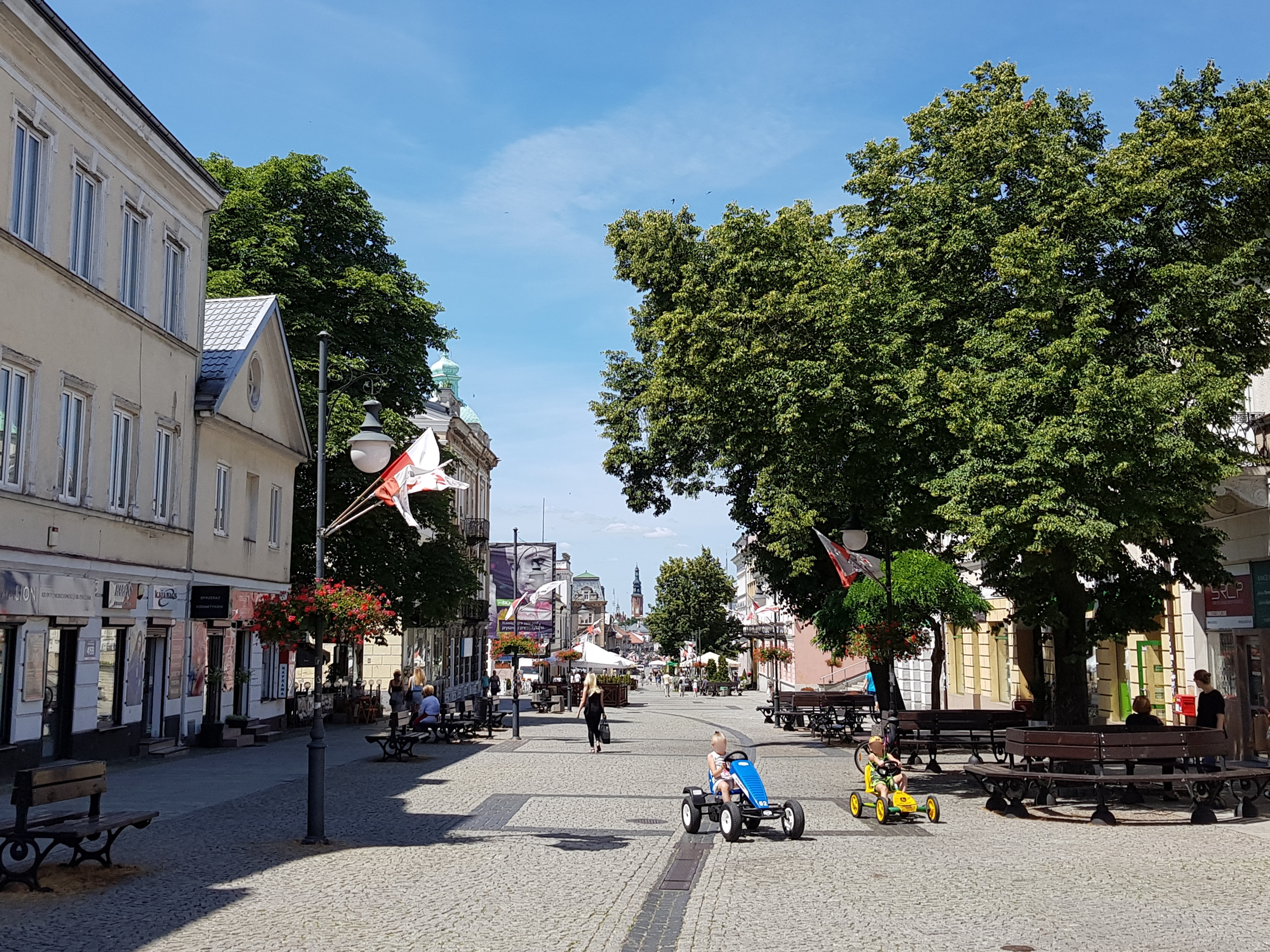
Zeromskiegostraat

## Geschiedenis
De eerste vestigingen in Radom dateren terug tot de 8e-9e eeuw. Op de locatie van het toenmalige vroegmiddeleeuwse dorpje in de vallei van de Mleczna-rivier is nu ook het oude stadscentrum van Radom gelegen. In de tweede helft van de 10e eeuw werd Radom onder de naam Piotrówka het een gord met een ringmuur en een slotgracht. Door de geschikte ligging van Radom aan de rand van een grote wildernis en de nabijheid met de grenzen van Klein-Polen en Mazovië werd de stad vlug een administratief centrum van het jonge Koninkrijk Polen. Radom werd voor het eerst vermeld in een bul van paus Adrianus IV in 1155. In 1233 werd Radom de woonplaats van een kasztelan. De naam Radom komt waarschijnlijk van de Slavische naam Radomir, waarbij Radom dan gord van Radomir betekent.
In 1376 werd Radom de hoofdplaats van een starost en begon zo een tijdperk van grote vooruitgang. Koning Wladislaus II Jagiello verleende verschillende rechten aan de stad. Hijzelf verbleef af en toe in het kasteel van Radom, tijdens zijn reizen tussen Krakau en Vilnius. Op 18 maart 1401 werd hier de Pact van Vilnius en Radom ondertekend.
In de tweede helft van de 13e eeuw verleende Bolesław V van Polen stadsrechten aan Radom, hoewel er geen documenten bestaan om een echte datum hiervan te kunnen bevestigen. Radom maakte een grote vooruitgang mee in de 14e eeuw, wanneer in 1350 Casimir III van Polen de zogenaamde Nieuwe Stad liet bouwen. In deze nieuwe stad was er een koninklijk kasteel, een verdedigingsmuur en een stadhuis. Er was ook een marktplein en straten die in schaakbordpatroon aangelegd werden. De Nieuwe Stad was 9 ha groot en de verdedigingsmuur was 1.100 meter lang. Radom had toen drie poorten, elk genaamd naar een handelsroute: Iłżapoort, Piotrków Trybunalskipoort, en Lublinpoort. Bovendien was de verdedigingsmuur uitgerust met 25 verdedigingstorens. Het koninklijk kasteel werd gebouwd tussen de muur en de slotgracht.
De periode van welvaart eindigde met de Zweedse Zondvloed. Het Zweedse leger veroverde de stad zonder enig gevecht in november 1655. Aanvankelijk gedroegen de indringers zich goed aangezien koning Karel X Gustaaf van Zweden nog allianties zocht bij de Pools-Litouwse adel. De situatie veranderde echter toen in het zuiden van Klein-Polen in het voorjaar van 1656 opstanden uitbraken tegen de Zweedse bezetting. De opstanden verspreidden zich al snel over het land. Radom werd geplunderd en bijna volledig verwoest in augustus 1656. De bevolking kromp van ongeveer 2000 voor de oorlog naar 395 in 1660. Slechts 37 huizen bleven na de oorlog in Radom over. De Zweedse soldaten verbrandden ook het koninklijk kasteel en het klooster. Met de Poolse bevolking van Radom in verval, groeide het aantal Joden in het begin van de 18e eeuw. In 1682 kwamen de Piaristen in Radom aan en bouwden er een college tussen 1737 en 1756.
Radom was een onderdeel van het voivodschap Sandomierz in de Pools-Litouwse Gemenebest tot de derde Poolse deling (1795). Gedurende een paar jaar (1795 - 1809) lag Radom in de Oostenrijkse provincie West-Galicië, om vervolgens (1809 - 1815) deel uit te maken van het Hertogdom Warschau. Vanaf 1815 hoorde de stad door het door Rusland gecontroleerde Congres-Polen. Het bleef wel een administratief centrum. In 1816 - 1837 was het de hoofdstad van de voivodschap Sandomierz waarvan de hoofdstad, ondanks de naam, Radom was. De stad speelde een belangrijke rol in de Novemberopstand. Tussen 1837 en 1844 was het de hoofdstad van Gouvernement Sandomierz, en van 1844 tot de uitbraak van de Eerste Wereldoorlog, de hoofdstad van Gouvernement Radom. In het begin van de Januariopstand bezocht Marian Langiewicz Radom om er de opstand voor te bereiden. In 1867 werd er riolering aangelegd. Straten werden geleidelijk aan verhard en in 1885 was de spoorlijn van Dąbrowa Górnicza naar Dęblin klaar met Radom als belangrijke stopplaats. In het begin van de twintigste eeuw werd een elektriciteitscentrale gebouwd. De stad werd bezet door het Oostenrijks-Hongaarse leger in juli 1915. Een Oostenrijks garnizoen bleef in de stad tot november 1918.

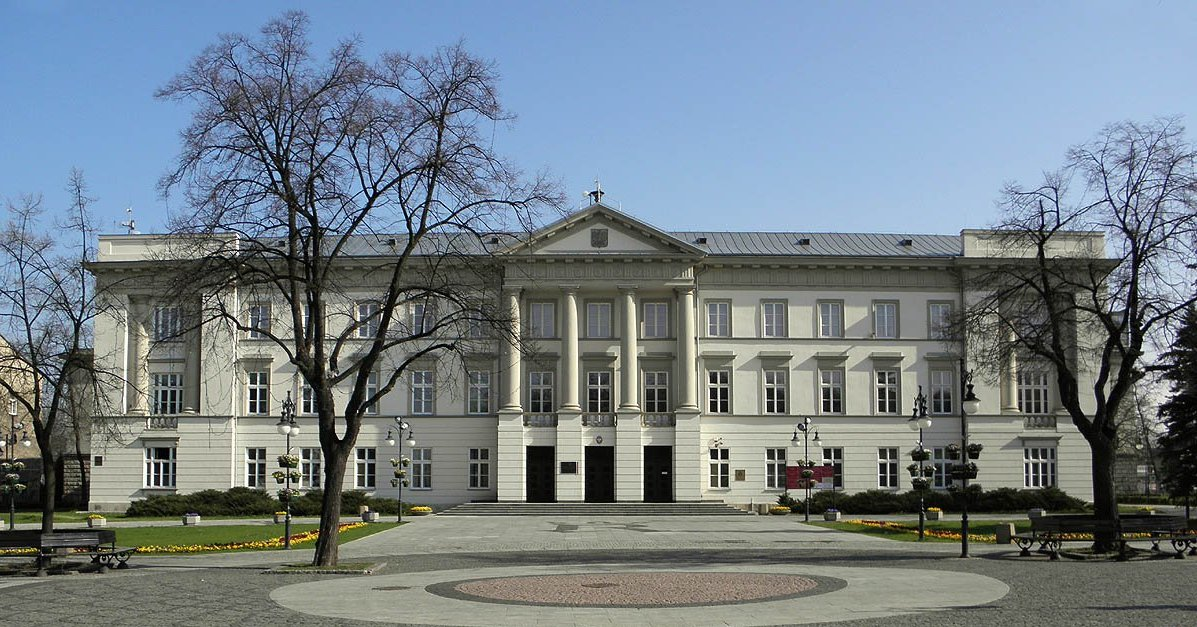
Stadhuis van Radom

In de Tweede Poolse Republiek werd Radom een onderdeel van woiwodschap Kielce. In 1933 werd de spoorverbinding met Warschau in gebruik genomen. Door een economisch investeringsprogramma van de overheid in de jaren '30 van de twintigste eeuw, namelijk het Centraal Industrieel Gebied werden in Radom verscheidene fabrieken gebouwd. Tegen 1938 was het bevolkingsaantal al gegroeid tot 80.000. De stad was ook een militair garnizoen. Op 8 september 1939 werd Radom bezet door de Wehrmacht. De Duitse bezetters voerden verscheidene executies uit op de burgerbevolking en richtten het Getto van Radom op. Zo'n 34.000 Joden woonden in dit getto en bijna allemaal werden ze naar het concentratiekamp in Treblinka overgebracht. Radom was ook een centrum van Pools verzet tegen de Nazi's, met verscheidene fracties van de Armia Krajowa die in de stad en haar omgeving opereerden. 
Tot aan de Tweede Wereldoorlog leefde er in Radom, net als vele andere Poolse steden, een grote joodse minderheid. Volgens de Volkstelling in het Russische Rijk van 1897 woonden er in Radom 11.200 Joden, wat overeenstemde met 39% van de toenmalige totale bevolking van 28.700.

## Economie
Tot 1989 werd het economisch profiel van de stad sterk bepaald door de metaalverwerkende industrie. Na de val van het communisme is deze sector niet meer in dezelfde hoge mate in de stad aanwezig. 
Volgens onderzoek van Eurostat had Radom in 2004 met 30,8% de hoogste werkloosheid van alle Europese steden. Charleroi (28,3%) en Luik (25,8%) vervolledigden de top drie. In november 2015 bedroeg de werkloosheidsgraad in Radom nog 18,6%.

## Verkeer en vervoer
- Station Radom
- Station Radom Krychnowice
- Station Radom Potkanów
- Station Radom Wschodni
- Station Stara Wola
- Station Kończyce Radomskie

## Partnersteden
| - Banská Bystrica (Slowakije) sinds 2001 - Daugavpils (Letland) sinds 1993 - Homel (Wit-Rusland) sinds 1992 - Huzhou (Volksrepubliek China) sinds 2009 | - Magdeburg (Duitsland) sinds 2006 - Oziory (Rusland) sinds 2003 - Ploiești (Roemenië) sinds 2003 - districtsgemeente Vilnius (Litouwen) sinds 1996 | - Stara Zagora (Bulgarije) sinds 2001 - Taoyuan (Taiwan) sinds 2011 - Tarnopol (Oekraïne) sinds 1996 |

## Geboren in Radom
- Adolf Schulz-Evler (1852), pianist
- Jacek Malczewski (1854), kunstschilder
- Leszek Kołakowski (1927), filosoof
- Kazimierz Paździor (1935), bokser
- Henryk Bolesta (1957), voetballer
- Jolanta Piętek (1963), actrice
- Małgorzata Foremniak (1967), actrice
- Grzegorz Gilewski (1973), voetbalscheidsrechter

Stadsdistricten:
Ostrołęka · Płock · Radom · Siedlce · Warschau (Warszawa)

Districten:
Białobrzegi · Ciechanów · Garwolin · Gostynin · Grodzisk Mazowiecki · Grójec · Kozienice · Legionowo · Lipsko · Łosice · Maków Mazowiecki · Mińsk Mazowiecki · Mława · Nowy Dwór Mazowiecki · Ostrołęka · Ostrów Mazowiecka · Otwock · Piaseczno · Płock · Płońsk · Pruszków · Przasnysz · Przysucha · Pułtusk · Radom · Siedlce · Sierpc · Sochaczew · Sokołów Podlaski · Szydłowiec · Warschau-West · Węgrów · Wołomin · Wyszków · Zwoleń · Żuromin · Żyrardów